# Reynaldo Brea
Reynaldo Brea y Cuartero (Zaragoza, 12 de mayo de 1863 - ¿Barcelona?, ?) fue un escritor y publicista tradicionalista español, colaborador en diversas publicaciones y autor de varias obras de carácter histórico y militar sobre el carlismo. 

## Biografía
Era hijo del general de artillería carlista Antonio de Brea, jefe de Estado Mayor del Conde de Caserta. A los once años de edad recorrió a caballo gran parte de las provincias vascongadas y Navarra durante la tercera guerra carlista junto con su padre y el general Bérriz, comandante general de Vizcaya.

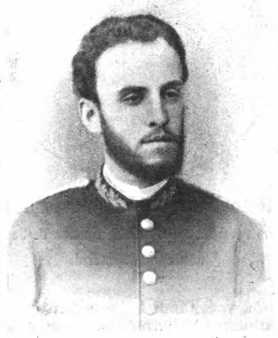
Reynaldo Brea en uniforme militar

Tras la guerra fue alférez de Estado-Mayor del Ejército. En 1886 presidió la primera Juventud Carlista de España, organizada en Madrid en honor al príncipe Don Jaime, a partir de la Liga Expiatoria de la Juventud, asociación originada por iniciativa de José María Nocedal (hijo de Cándido Nocedal y hermano de Ramón Nocedal), que dio lugar a que unos veinte mil jóvenes de toda España firmasen un álbum dedicado al Príncipe Don Jaime. También redactó un mensaje de adhesión en estilo militar a Don Carlos firmado por más de dos mil jóvenes y publicado en la prensa carlista de la época, que le valió un proceso judicial.
En 1887, una vez acabados sus estudios teóricos para el Cuerpo auxiliar facultativo de Ayudantes de Obras Públicas, solicitó ser destinado en prácticas a las Islas Filipinas, tras ser invitado por su tío, el obispo de Nueva Segovia, Mariano Cuartero. Embarcó el 23 de septiembre de 1887 en Barcelona en el vapor-correo español Isla de Mindanao de la Compañía Transatlántica con destino a Manila, realizando sus prácticas en las Obras Públicas de Filipinas hasta su regreso a la Península en 1891. En Filipinas también fue corresponsal político-literario de El Correo Español y uno de los colaboradores de la revista carlista de historia militar El Estandarte Real, editada en Barcelona entre 1889 y 1892 bajo la dirección de Francisco de Paula Oller. 
Cuando en 1888 tuvo lugar la insurrección de los nativos filipinos apodados cabaylanes en la provincia de Antigua (isla de Panay), Brea se ofreció como combatiente voluntario al Gobernador Político-Militar de la provincia y salió a operaciones con una columna de la Guardia Civil, participando en varios combates por la parte de Antigua, Guintas, Pilago y Sibalong.

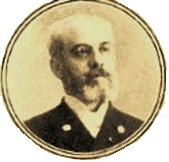
Reinaldo de Brea, presidente de la Cruz Roja de Tortosa

En 1891 embarcó en Manila de regreso a España y fijó su residencia en Tortosa (Tarragona), donde ejerció su empleo de ayudante de Obras Públicas y fue jefe de Negociado de la Segunda División de ferrocarriles. También presidió la Comisión de la Cruz Roja de Tortosa. Se jubiló en 1931.
Con el seudónimo de Barón de Artagan publicó numerosos libros y folletos de divulgación de historia carlista, entre ellos la colección titulada Historia del Carlismo, «libritos amenos, sin pretensión de investigación ni de crítica, que constituyen un repertorio biográfico y, sobre todo, pueden servir de base a una obra mejor pensada y más nutrida de biografías», en la que concedió una importancia extraordinaria a la figura de Zumalacárregui.
Conservaba en su casa tapices japoneses de seda bordados en oro, recuerdos de familia de la expedición española a Roma de 1849 en defensa de Pío IX, de la guerra de África, de la tercera guerra carlista, de la conquista de Mindanao (Filipinas) y de triunfos obtenidos en algunos juegos florales.
Pocos días antes del estallido de la guerra civil española partió con su mujer hacia Barcelona, donde vivían sus hijos. Falleció durante la guerra o la posguerra.
Estuvo casado con Ramona Nicolau Sechi, bisnieta de José Manuel Sechi (1762-1841), conde de Sechi, con la que tuvo al menos cinco hijos: Reynaldo, María Cinta, Pilar, Ramón y Ángeles. Fue abuelo del pintor Antonio Guansé Brea (1926-2008).

## Obras
| - Manual del voluntario carlista (1892) - Anécdotas militares carlistas - Carlistas de antaño Archivado el 30 de agosto de 2021 en Wayback Machine. (1910) - Cruzados modernos Archivado el 15 de noviembre de 2019 en Wayback Machine. (1910) - Príncipe heroico y soldados leales Archivado el 15 de noviembre de 2019 en Wayback Machine. (1912) - Bocetos tradicionalistas Archivado el 14 de octubre de 2019 en Wayback Machine. (1912) - Políticos del Carlismo Archivado el 12 de julio de 2019 en Wayback Machine. (1913) - Victorias carlistas de antaño (1913) - Victorias de Carlos VII y de cruzados modernos (1915) - Bocetos militares - Victorias isabelinas - Guerra de montañas | - Caudillos liberales de antaño - Estudios militares - Generales moderados - Apuntes de Estrategia - Aspecto militar del Marquesado de Tortosa - Carlistas ilustrados de Andalucía - Grandes militares de la Independencia - Notas de Historia - Victorias liberales de antaño - Heroísmo carlista - Recuerdos militares de Ultramar |